# ياسوشي تاكاهاشي
ياسوشي تاكاهاشي (باليابانية: 高橋康؛ بالكانا: たかはし やすし) هو فيزيائي ياباني، ولد في 12 ديسمبر 1924 في أوساكا في اليابان، وتوفي في 12 فبراير 2013 في إدمونتون في كندا.